# Funktor (Mathematik)
Funktoren sind ein zentrales Grundkonzept des mathematischen Teilgebiets der Kategorientheorie. Ein Funktor ist eine strukturerhaltende Abbildung zwischen zwei Kategorien. Konkrete Funktoren haben in vielen Teilgebieten der Mathematik eine besondere Bedeutung. Funktoren werden auch Diagramme genannt (mitunter nur in bestimmten Kontexten), da sie eine formale Abstraktion kommutativer Diagramme darstellen.

## Definition
Seien {\displaystyle {\mathcal {C}},{\mathcal {D}}} Kategorien. Ein (kovarianter) Funktor ist eine Abbildung {\displaystyle F\colon {\mathcal {C}}\to {\mathcal {D}}}, die:
- Objekte auf Objekte abbildet: {\displaystyle F:{\rm {{Ob}({\mathcal {C}})\to {\rm {{Ob}({\mathcal {D}})}}}}}
- Morphismen auf Morphismen abbildet: seien {\displaystyle X,Y,Z} Objekte in {\displaystyle {\mathcal {C}}}, dann gilt {\displaystyle F\colon \operatorname {Mor} _{\mathcal {C}}(X,Y)\to \operatorname {Mor} _{\mathcal {D}}(F(X),F(Y))} so dass:
  - {\displaystyle F(\mathrm {id} _{X})=\mathrm {id} _{F(X)}\,\!}
  - {\displaystyle F(g\circ f)=F(g)\circ F(f)} für alle Morphismen {\displaystyle f\colon X\to Y\,\!} und {\displaystyle g\colon Y\to Z}.

### Erläuterungen
Der Funktor erhält somit Identitätsmorphismen und Kompositionen. Für jeden Morphismus {\displaystyle u\colon A\to B} in {\displaystyle {\mathcal {C}}} gilt {\displaystyle F(u)\colon F(A)\to F(B)}.
Ein Funktor {\displaystyle F\colon {\mathcal {C}}\to {\mathcal {C}}} von einer Kategorie auf sich selbst heißt Endofunktor.
Funktoren ermöglichen den Übergang von einer Kategorie zu einer anderen, wobei die genannten Regeln gelten. Das Bestehen dieser Regeln nennt man auch die Funktorialität dieses Übergangs, oder man sagt, die diesem Übergang zu Grunde liegende Konstruktion sei funktoriell.

### Kontravarianter Funktor
Ein kovarianter Funktor auf der dualen Kategorie, {\displaystyle F\colon {\mathcal {C}}^{\operatorname {op} }\to {\mathcal {D}}}, wird als kontravarianter Funktor (oder Kofunktor) {\displaystyle F\colon {\mathcal {C}}\to {\mathcal {D}}} bezeichnet und kann als Abbildung von {\displaystyle {\mathcal {C}}} nach {\displaystyle {\mathcal {D}}} angesehen werden, indem man die Morphismen in {\displaystyle {\mathcal {C}}} und {\displaystyle {\mathcal {C}}^{\operatorname {op} }} miteinander identifiziert. Konkret ist eine Abbildung {\displaystyle F\colon {\mathcal {C}}\to {\mathcal {D}}} genau dann ein kontravarianter Funktor, wenn
- Objekte auf Objekte abgebildet werden und
- Morphismen auf Morphismen abgebildet werden: seien {\displaystyle X,Y,Z} Objekte in {\displaystyle {\mathcal {C}}}, dann gilt {\displaystyle F\colon \operatorname {Mor} _{\mathcal {C}}(X,Y)\to \operatorname {Mor} _{\mathcal {D}}(F(Y),F(X))}, so dass:
  - {\displaystyle F(\mathrm {id} _{X})=\mathrm {id} _{F(X)}\,\!}
  - {\displaystyle F(g\circ f)=F(f)\circ F(g)} für alle Morphismen {\displaystyle f\colon X\to Y\,\!} und {\displaystyle g\colon Y\to Z}. (beachte die geänderte Reihenfolge auf der rechten Seite)

## Beispiele
- Der identische Funktor {\displaystyle \mathrm {id} \colon {\mathcal {C}}\to {\mathcal {C}}}, der jedem Morphismus sich selbst zuordnet, ist ein kovarianter Funktor.
- Ist {\displaystyle {\mathcal {C}}} die Kategorie der Vektorräume mit den linearen Abbildungen als Morphismen und ordnet {\displaystyle F:{\mathcal {C}}\rightarrow {\mathcal {C}}} jedem Vektorraum {\displaystyle V} seinen Dualraum {\displaystyle V^{*}} zu und jeder linearen Abbildung {\displaystyle f\colon V\rightarrow W} die duale Abbildung {\displaystyle f^{*}\colon W^{*}\rightarrow V^{*}} zu, so ist {\displaystyle F} ein kontravarianter Funktor.
- Häufig anzutreffen sind Vergissfunktoren: Beispielsweise sind in der Kategorie der Gruppen die Objekte Gruppen, also mit einer Verknüpfung versehene Mengen, und die Morphismen Gruppenhomomorphismen, also bestimmte Abbildungen zwischen diesen Mengen. Die Verkettung von Morphismen ist dabei nichts anderes als die Verkettung von Abbildungen. Der Vergissfunktor ist nun ein Funktor in die Kategorie der Mengen, er „vergisst“ die Zusatzstruktur und weist jeder Gruppe die zugrundeliegende Menge und jedem Gruppenhomomorphismus die zugehörige Abbildung auf dieser Menge zu. Entsprechende Vergissfunktoren gibt es für alle Kategorien algebraischer Strukturen und ebenso für Kategorien topologischer Räume mit stetigen Abbildungen etc.
- Die duale Kategorie einer Kategorie besteht aus denselben Morphismen, wobei jedoch die Verkettung umgekehrt definiert ist. Der Dualitätsfunktor {\displaystyle \omega \colon {\mathcal {C}}\to {\mathcal {C}}^{\operatorname {op} }}, der jedem Morphismus sich selbst zuordnet, ist also ein kontravarianter Funktor.
- Auf der Kategorie der Mengen definiert man den Potenzmengenfunktor, der jeder Menge ihre Potenzmenge zuordnet und jeder Abbildung {\displaystyle f\colon A\to B} die Urbildbildung {\displaystyle {\mathcal {P}}(B)\to {\mathcal {P}}(A),S\mapsto f^{-1}(S)} zuordnet. Der Potenzmengenfunktor ist kontravariant. Ähnliche Funktoren tauchen auch in anderen Kategorien auf, bei denen man nur bestimmte Abbildungen als Morphismen zulässt und statt der Potenzmenge und Abbildungen zwischen ihnen bestimmte Verbände und Homomorphismen zwischen ihnen betrachtet, siehe etwa Darstellungssatz für Boolesche Algebren.
- Sind {\displaystyle {\mathcal {C}}} und {\displaystyle {\mathcal {D}}} Kategorien und {\displaystyle D\in {\mathcal {D}}} ein Objekt, so heißt der Funktor {\displaystyle {\mathcal {C}}\rightarrow {\mathcal {D}}}, der jedes Objekt auf {\displaystyle D} und jeden Morphismus auf {\displaystyle 1_{D}} abbildet, der konstante Funktor mit Wert {\displaystyle D}.

## Elementare Eigenschaften
- Die Verkettung zweier kovarianter Funktoren ist wieder ein kovarianter Funktor.
- Die Verkettung zweier kontravarianter Funktoren ist ein kovarianter Funktor.
- Die Verkettung eines kovarianten mit einem kontravarianten Funktor ist ein kontravarianter Funktor.
- Das Bild eines Isomorphismus unter einem Funktor ist wiederum ein Isomorphismus.
- Das Bild einer Retraktion bzw. einer Koretraktion unter einem kovarianten Funktor ist wiederum eine Retraktion bzw. eine Koretraktion.
- Das Bild eines Epimorphismus bzw. eines Monomorphismus unter einem kovarianten Funktor ist im Allgemeinen kein Epimorphismus bzw. Monomorphismus, da die Kürzbarkeit durch eine Nichtsurjektivität des Funktors nicht erhalten bleiben muss.
- Das Bild eines Funktors ist im Allgemeinen keine Unterkategorie der Zielkategorie, denn es können verschiedene Objekte auf dasselbe Objekt abgebildet werden, wodurch Verkettungen von Morphismen des Bildes des Funktors nicht mehr im Bild liegen müssen. Betrachte etwa eine Kategorie {\displaystyle {\mathcal {C}}} mit den Objekten {\displaystyle A,B_{0},B_{1},C} und Morphismen {\displaystyle u\colon A\to B_{0}}, {\displaystyle v\colon B_{1}\to C} und eine Kategorie {\displaystyle {\mathcal {D}}} mit den Objekten {\displaystyle A,B,C} und Morphismen {\displaystyle f\colon A\to B}, {\displaystyle g\colon B\to C}, {\displaystyle gf\colon A\to C}. {\displaystyle F:{\mathcal {C}}\to {\mathcal {D}}} sei ein Funktor mit {\displaystyle F(A)=A}, {\displaystyle F(B_{0})=F(B_{1})=B}, {\displaystyle F(C)=C}, {\displaystyle F(u)=f}, {\displaystyle F(v)=g}. Dann liegen {\displaystyle F(u)} und {\displaystyle F(v)} im Bild von {\displaystyle F}, nicht aber {\displaystyle F(v)F(u)=gf}.

## Multifunktoren
Sei eine Familie von Kategorien {\displaystyle ({\mathcal {C}}_{i})_{i\in I}} bezüglich einer (kleinen) Menge {\displaystyle I} gegeben. Ein kovarianter Funktor {\displaystyle F} von der Produktkategorie {\displaystyle \textstyle \prod _{i}{\mathcal {C}}_{i}} in eine Kategorie {\displaystyle {\mathcal {D}}} heißt nun kovarianter Multifunktor. Nun betrachtet man auch Multifunktoren, die in manchen Komponenten ko- und in manchen kontravariant sind. {\displaystyle F\colon \textstyle \prod _{i}{\mathcal {C}}_{i}\to {\mathcal {D}}} heißt genau dann Multifunktor der Varianz {\displaystyle v\colon I\to \{0,1\}} (die {\displaystyle 0} zeige Kovarianz, die {\displaystyle 1} Kontravarianz an), wenn er aufgefasst als Abbildung von
{\displaystyle \prod _{i}{\begin{cases}{\mathcal {C}}_{i}&{\text{wenn }}v(i)=0\\{\mathcal {C}}_{i}^{\operatorname {op} }&{\text{wenn }}v(i)=1\end{cases}}}
nach {\displaystyle {\mathcal {D}}} ein kovarianter Multifunktor ist. Ein Multifunktor auf dem Produkt zweier Kategorien heißt Bifunktor. Schränkt man den Definitionsbereich eines Multifunktors in einzelnen Komponenten auf ein einzelnes Objekt ein, so erhält man einen partiellen Funktor, ebenfalls ein Multifunktor, der in den übrigen Komponenten seine Varianz behält.

### Bemerkung
Die Varianz eines Funktors ist im Allgemeinen nicht eindeutig. Trivialbeispiel: Auf der Kategorie, die nur aus einem einzigen Objekt mit seinem Identitätsmorphismus besteht, ist der Identitätsfunktor ko- und kontravariant. Dies gilt auch allgemeiner in Kategorien, deren Morphismen alle Automorphismen sind, sodass die Automorphismengruppen abelsch sind. Beispiel für Mehrdeutigkeit bei Multifunktoren ist eine kanonische Projektion von einer Produktkategorie in eine Komponente, dieser Funktor ist in allen anderen Komponenten sowohl ko- als auch kontravariant.

### Beispiele
- Ein überall in der Kategorientheorie besonders wichtiger Funktor ist der Hom-Funktor {\displaystyle \operatorname {Hom} _{\mathcal {C}}}, der für jede lokal kleine Kategorie {\displaystyle {\mathcal {C}}} auf dem Produkt {\displaystyle {\mathcal {C}}\times {\mathcal {C}}} als Bifunktor der Varianz {\displaystyle (1,0)} in die Kategorie der Mengen definiert ist: Für zwei Objekte {\displaystyle A,B} in der Kategorie {\displaystyle {\mathcal {C}}} sei zunächst {\displaystyle \operatorname {Hom} _{\mathcal {C}}(A,B)} als die Menge aller Morphismen von {\displaystyle A} nach {\displaystyle B} definiert. Für zwei Morphismen {\displaystyle f\colon A\to B,g\colon C\to D} in {\displaystyle C} sei

{\displaystyle \operatorname {Hom} _{\mathcal {C}}(f,g)\colon \operatorname {Hom} _{\mathcal {C}}(B,C)\to \operatorname {Hom} _{\mathcal {C}}(A,D),m\mapsto gmf}
definiert. Für jedes Objekt {\displaystyle A} sind die partiellen Hom-Funktoren {\displaystyle \operatorname {Hom} (A,-)} bzw. {\displaystyle \operatorname {Hom} (-,A)} ko- bzw. kontravariante Funktoren.
- Das Kronecker-Produkt ist ein Bifunktor der Varianz {\displaystyle (0,0)} in der Kategorie der Matrizen (dies gilt auch allgemeiner für Tensorprodukte).
- In der homologischen Algebra spielen der Ext-Funktor und der Tor-Funktor eine besondere Rolle.

## Eigenschaften von Funktoren
Wie bei den meisten mathematischen Strukturen üblich, liegt es nahe, injektive, surjektive und bijektive Funktoren zu betrachten. Die Umkehrfunktion eines bijektiven Funktors ist wie bei allen algebraischen Strukturen wiederum ein Funktor, man spricht daher in diesem Fall von einem Isomorphismus zwischen Kategorien. Dieser Isomorphismenbegriff ist jedoch für die Kategorientheorie in einem gewissen Sinne unnatürlich: Für die Struktur einer Kategorie spielt es nämlich im Wesentlichen keine Rolle, ob zu einem Objekt weitere isomorphe Objekte vorhanden sind. Die Morphismen von zwei isomorphen Objekten zu einem beliebigen Objekt entsprechen einander vollkommen, und umgekehrt. Für einen Isomorphismus im obigen Sinne ergibt es jedoch einen Unterschied, wie viele (angenommen, man bewegt sich in einer kleinen Kategorie, sodass man von Anzahlen sprechen kann) isomorphe Objekte jeweils vorhanden sind, eine Eigenschaft, die für kategorientheoretische Betrachtungen im Allgemeinen keine Rolle spielt. Solche Anzahlen können etwa von völlig belanglosen Details in der Konstruktion einer Kategorie abhängen – definiert man differenzierbare Mannigfaltigkeiten als Teilmengen der {\displaystyle \mathbb {R} ^{n}} (in dem Fall gibt es eine Menge aller Mannigfaltigkeiten) oder als beliebige Mengen mit einer differenzierbaren Struktur (diese bilden eine echte Klasse)? Sind je zwei nulldimensionale Vektorräume gleich (entsprechend der Sprechweise der Nullvektorraum) oder nur isomorph? etc. Daher definiert man gewisse Eigenschaften von Funktoren, die „unempfindlich“ unter Hinzufügen oder Entfernen von isomorphen Objekten sind:
Ein Funktor {\displaystyle F\colon {\mathcal {C}}\to {\mathcal {D}}} heißt treu, wenn keine zwei verschiedenen Morphismen zwischen denselben Objekten auf denselben Morphismus abgebildet werden, d. h., er ist injektiv auf jeder Klasse {\displaystyle {\mathcal {C}}(A,B)} von Morphismen zwischen {\displaystyle A} und {\displaystyle B}. Analog dazu heißt er voll, wenn er auf jeder Klasse {\displaystyle {\mathcal {C}}(A,B)} surjektiv ist. Ein volltreuer Funktor ist ein Funktor, der voll und treu ist. Ein wesentlich surjektiver Funktor ist nun ein Funktor, sodass für jedes Objekt in {\displaystyle {\mathcal {D}}} ein isomorphes Objekt existiert, das im Bild von {\displaystyle F} liegt. Eine Äquivalenz ist nun ein Funktor, der volltreu und wesentlich surjektiv ist. Dies stellt in gewisser Hinsicht einen natürlicheren Isomorphiebegriff für Kategorien dar. Eine Äquivalenz besitzt zwar keine inverse Funktion im wörtlichen Sinne, wohl aber etwas Ähnliches in Form einer Äquivalenz von {\displaystyle D} nach {\displaystyle C}, sodass bei Verkettung der beiden Äquivalenzen Objekte auf isomorphe Objekte abgebildet werden. Betrachtet man statt Kategorien nur Skelette von Kategorien, so stimmt der Begriff der Äquivalenz mit dem der Isomorphie überein.

## Natürliche Transformationen
Funktoren können nicht nur als Morphismen in Kategorien von Kategorien aufgefasst werden, sondern können auch als Objekte von Kategorien aufgefasst werden. Als Morphismen zwischen Funktoren betrachtet man dabei meist natürliche Transformationen.

## Diagramme und Limites
Viele Begriffe werden in der Mathematik über kommutative Diagramme definiert. Beispielsweise lässt sich das Inverse {\displaystyle f^{-1}} eines Morphismus {\displaystyle f} in einer Kategorie {\displaystyle {\mathcal {C}}} so definieren, dass das folgende Diagramm kommutiert:
Dies lässt sich so formalisieren, dass ein Funktor von einer Kategorie mit zwei Objekten und zwei nicht-identischen Morphismen zwischen ihnen (entsprechend der Form des Diagramms) in die Kategorie {\displaystyle {\mathcal {C}}} existiert, sodass das Bild des einen nicht-identischen Morphismus {\displaystyle f} und das des anderen {\displaystyle f^{-1}} ist. Dieser Funktor wird dann auch Diagramm genannt. Als Verallgemeinerung typischer Definitionen über universelle Eigenschaften ergibt sich der Begriff des Limes eines Funktors.